# Трамвай у Гянджі
Трамвай в Гянджі — ліквідована трамвайна мережа у місті Гянджа, Азербайджан.
Трамвайна мережа в Гянджі була введена в експлуатацію 1 травня 1933 і мала широку колію 1524 мм. На піку своєї діяльності в Гянджі було чотири трамвайні лінії. Трамвайна мережа ліквідована 16 жовтня 1976 року. На середину 1970-х в Гянджі працювали трамваї типу РВЗ-6.